# Iranecio jurineifolius
Iranecio jurineifolius là một loài thực vật có hoa trong họ Cúc. Loài này được (Boiss. & Balansa) C.Jeffrey mô tả khoa học đầu tiên năm 1992.